# Напровесні
«Напровесні» — вірш Лесі Українки.
Вперше надруковано в журналі «Зоря», 1889, № 9, стор. 150. Автограф не зберігся. Датується орієнтовно 1889 р. на підставі першодруку.
Вірш увійшов до першої збірки Лесі Українки «На крилах пісень» 1893 року. Філологиня Галина Левченко розглядає його як приклад сентиментально-дівочої лірики «в альбом», приклад частого в ранніх творах Українки уособлення дівчини-квітки.